# 松原謙一
松原 謙一（まつばら けんいち、1934年2月2日 - ）は、日本の分子生物学者。大阪大学名誉教授。文化勲章受章者。東京都出身。

## 経歴
1934年、東京都生まれ。1952年、東京教育大学附属中学校・高等学校（現・筑波大学附属中学校・高等学校）卒業。東京大学大学院化学系研究科博士課程修了。1961年、金沢大学医学部助手を経て、1964年、九州大学医学部助手。同年、米・ハーバード大学生物学教室研究員。1967年、米・スタンフォード大学医学部生化学研究員。1968年、九州大学医学部助教授。1975年、大阪大学医学部教授、1978年、同分子遺伝学研究施設長、1982年、同細胞工学センター教授、1987年、同センター長、1998年より奈良先端科学技術大学院大学バイオサイエンス研究科教授及び財団法人国際高等研究所副所長。1989年には国際ヒトゲノム機構の初代副会長に就任。1997年、紫綬褒章受章。2006年、文化功労者。2017年文化勲章受章。

## 業績
遺伝子組み換え技術を使ってB型肝炎ウイルスのゲノム研究を進め、酵母を使ってワクチンを大量生産する道をひらいた。1999年にベンチャー企業「DNAチップ研究所」を立ち上げ、日本国内におけるDNAチップの開発を積極的におこなった。

## 賞歴・栄典
- 1986年 - 厚生大臣表彰
- 1987年 - 高松宮妃癌研究基金学術賞
- 1990年 - 科学技術長官賞受賞
- 1997年 - 紫綬褒章
- 2006年 - 文化功労者
- 2009年 - 瑞宝重光章[9][10]
- 2017年 - 文化勲章[11]

## 著書
- 『プラスミド』講談社 1976
- 『「ヒト」の分子生物学を提唱する』三田出版会 1990
- 『ゲノムの峠道』国際高等研究所 2002
- 『遺伝子とゲノム 何が見えてくるか』岩波書店 2002

## 共編著
- 『分子生物学読本』（渡辺格との共著）教育社 1983
- 『遺伝操作』（矢野圭司との共編）共立出版 1986
- 『プロテインエンジニアリング 新しいタンパク質のデザインと合成』（崎山文夫との共編）化学同人 1988
- 『遺伝子と遺伝の情報2』岩波書店 1989
- 『ステアリングシリーズ科学技術を先導する10人 15』（中村桂子との共編）三田出版会 1990
- 『生命のストラテジー』（中村桂子との共著）岩波書店 1990
- 『DNA研究と医学』メジカルビュー社 1996
- 『ネオ生物学シリーズ　ゲノムから見た新しい生物像 ゲノム生物学』（藤山秋佐夫との共編）共立出版 1996
- 『ゲノムを読む 人間を知るために』（中村桂子との共著）紀伊国屋書店 1996
- 『ポストシークエンスのゲノム科学3』（監修榊佳之）中山書店 2000
- 『ゲノム機能 発現プロファイルとトランスクリプトーム』中山書店 2000

## 翻訳書
- Benjamin Lewin『遺伝子』（上・下）（小川英行との共訳）東京化学同人 1986
- ジェームズ・ワトソンほか『遺伝子の分子生物学』（監訳）トッパン 1990
- Bruce Albertsほか『Essential細胞生物学』（中村桂子、藤山秋佐夫との監訳）南江堂 1999